# 태양의 거리 (1952년 영화)
"태양의 거리"는 한국에서 제작된 민경식 감독의 1952년 영화이다. 전택이 등이 주연으로 출연하였고 이후근 등이 제작에 참여하였다.

## 출연

### 주연
- 전택이
- 박암
- 민혜경
- 김박길

## 기타
- 조명: 고해진
- 녹음: 최칠복